# الجزيرة الشرقية (بني سويف)
قرية الجزيرة الشرقية هي إحدى القرى التابعة لمركز ببا في محافظة بني سويف في جمهورية مصر العربية. حسب إحصاءات سنة 2006، بلغ إجمالي السكان في الجزيرة الشرقية 3149 نسمة، منهم 1616 رجل و1533 امرأة.